# Antonio da Ponte

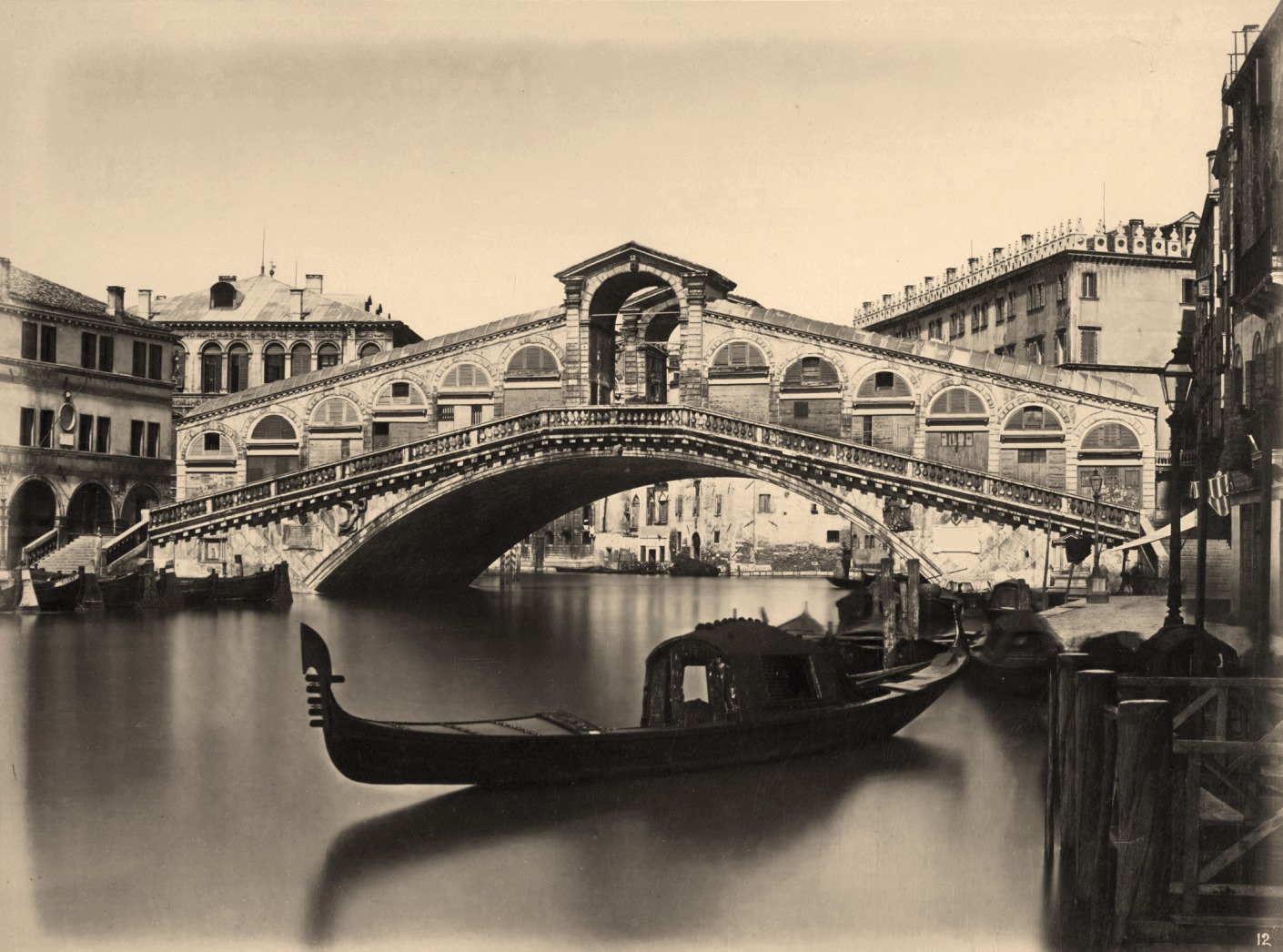
Fotografía del Puente de Rialto en 1875, obra del veneciano Antonio da Ponte.

Antonio da Ponte (Venecia; 1512 - 1595), arquitecto e ingeniero italiano.

## Biografía
Aunque fue indudablemente autor de muchas estructuras previas, es conocido por la reconstrucción del Puente de Rialto en Venecia. Tras una estructura original de madera que se colapsó repentinamente y se vino abajo, las autoridades venecianas decidieron reconstruirlo con una estructura de piedra. Para ello, se convocó un concurso público en 1587 que para sorpresa de arquitectos muy famosos, como Miguel Ángel o Andrea Palladio, que se presentaron, ganó Antonio da Ponte. Su diseño simple y basado en el anterior puente de madera, se compone de un único arco, cubierto en sus lados con arcadas que sirven de tiendas y con dos rampas que se unen en una sección central. A pesar de su sencillez, el Puente de Rialto es el más antiguo de la ciudad y uno de sus monumentos más destacados. La peculiaridad de este puente es que parece romper con la tradición arquitectónica de construir puentes de tipo romano basados en la estructura de arco de medio punto con una nueva tipología de arco rebajado. Pero en este caso la innovación es solamente visual, porque se trata igualmente de un arco de medio punto solo que Da Ponte oculta bajo el nivel del agua las bases (dovelas basales) del arco que sólo visualmente parece rebajado. 
En la construcción de dicha obra fue ayudado por su sobrino Antonio Contino, que se dedicaría a la arquitectura posteriormente, diseñando el también famoso Puente de los Suspiros.
En 1841, el arquitecto parisino Antoine Rondelet escribe un tratado que duda de la autoría original de Antonio da Ponte sobre el puente de Rialto, indicando las sospechosas similitudes entre el proyecto ganador de Da Ponte y el entregado por Vincenzo Scamozzi.
- Datos: Q605926
- Multimedia: Antonio da Ponte / Q605926